# Низинные леса Пьюджета

Экологический регион ВВФ низи́нные леса́ Пью́джета (англ. Puget lowland forests) — лесистая область на юго-западе Британской Колумбии и в штатах США Орегон и Вашингтон. Он в основном состоит из умеренных хвойных лесов и занимает 22 500 км².
Экорегион занимает зону низин между Каскадными горами и горами Олимпик, в основном по берегам Пьюджет-Саунда. На севере он начинается на юго-западе Британской Колумбии (низкая долина реки Фрейзер) и тянется на юг до границы Орегона, к долине реки Колумбия.
Область в целом хорошо обеспечена осадками (800—1500 мм/год), за исключением нескольких зон под плювиометрическим зонтиком Каскадных гор (460 мм/год).
К флоре влажной зоны относятся, среди всего прочего, гигантская калифорнийская туя, ванкуверская пихта и папоротник Polystichum munitum. Фауна представлена, например, такими видами, как енот-полоскун, калан, американская норка, койот, кулан, обыкновенный тюлень, красноголовый гриф-урубу, белоголовый орлан и тёмный тетерев-глухарь. Во многих реках этой зоны размножаются тихоокеанские лососи.